# Aires (Unternehmen)
Aires war ein japanischer Kamerahersteller, der von 1950 bis 1960 tätig war. Von 1949 bis 1950 war das Unternehmen als Yallu Optik AG bekannt.

## Firmengeschichte
Gegründet 1949 als Yallu Optik AG (japanisch ヤルー光学株式会社, Yarū Kōgaku K.K., auch englisch Yallu Optical Co.,Ltd.) mit Sitz in 6-banchi, Shiba Shin-Sakurada-cho, Minato-ku, Tokio (heute Nishi-Shinbashi), machte das Unternehmen mit dem Prototyp einer zweiäugigen Spiegelreflexkamera für 35-mm-Kleinbildfilm, der ersten solchen in Japan hergestellten Kamera, auf sich aufmerksam. Die als Yallu Flex, Yallu ReFlex Model I bzw. Yallu Reflex-35 bezeichnete Kamera, beworben in Anzeigen von November 1949 bis April 1950 in mehreren Ausgaben der monatlich erscheinenden japanischen Fotozeitschrift Asahi Camera, war in Anlehnung an die Zeiss Contaflex von 1935 gestaltet. Die Yallu Flex wurde mit einem Konishiroku-Hexar-50-mm-f/3.5-Objektiv in einem Seikosha-Rapid-Verschluss gefertigt, beides galt damals als hochwertig. Nach einer begrenzten Produktion von nur ungefähr 50 Stück wurde die weitere Entwicklung eingestellt. Auch eine zweiäugige Spiegelreflexkamera im Mittelformat 6 × 6 cm, die Yallu Reflex-60 wurde in einer Anzeige angekündigt. Fertiggestellte Exemplare dieser Kamera sind nicht bekannt.

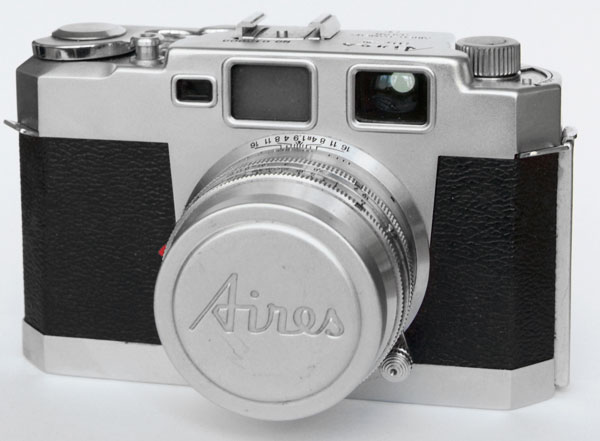
Aires 35 III

Das Unternehmen wurde im August 1950 in Aires Kamerawerke AG (japanisch ㈱アイレス写真機製作所, K.K. Aires Shashinki Seisakusho, auch Aires Camera Ind. Co.,Ltd.) umbenannt.
Bereits im September 1950 wurde das erste Modell, die Airesflex YI, eine zweiäugige Spiegelreflexkamera im Mittelformat 6 × 6 cm vorgestellt, die sich aufgrund des Kamerabooms in Japan Anfang der 1950er Jahre sehr gut verkaufte.
1952 wurde die Airesflex Z, ein halbautomatisches Nachfolgemodell ausgestattet mit einem Nikkor-Objektiv von Nippon Optische Werke (derzeit Nikon) herausgebracht.
1953 veranstaltete die Aires Kamerawerke AG einen sehr beliebten Fotowettbewerb mit einem Preisgeld von einer Million Yen.
Neben einem anhaltend starken Verkauf der Airesflex-Serie wurde im Juni 1954 eine 35-mm-Messsucherkamera, die Aires 35, vorgestellt. Im gleichen Jahr wurde bereits das Nachfolgemodell Aires 35 II herausgebracht, die erste japanische Kamera, die mit einem lichtstarken Sucher gefertigt wurde.
Im Februar 1956 brach in der Fabrik ein Feuer aus. Die Produktion und der Firmensitz wurden daraufhin in ein vierstöckiges ehemaliges Lagerhaus in 1-chome 437, Nishi-Okubo, Shinjuku-ku, Tokio verlegt, und die Einweihungszeremonie fand im Juli 1956 statt.
Im Oktober 1958 wurde mit der Aires 35 V die erste Kleinbildsucherkamera der Firma mit Wechselobjektiven vorgestellt.
1960 brachte Aires mehrere neue Modelle auf den Markt, darunter mit der Aires Penta 35 und der Aires Ever die ersten einäugigen Spiegelreflexkameras der Firma für 35-mm-Kleinbildfilm.
Auch weitere neue Messsucherkameras wurden eingeführt. Die Aires Viscount M2.8 hatte eine im Sucher sichtbare Belichtungsmessernadel, ebenso wie die im April eingeführte Aires Radar-Eye. Der Name Radar-Eye sollte andeuten, dass im Sucher alle notwendigen Daten zur Bildaufnahme angezeigt wurden: die Entfernung wurde mit dem gekoppelten Entfernungsmesser bestimmt, die Belichtung wurde durch passende Mess- und Verfolgungsnadeln am Rand des Suchers bestimmt, und die Bildkomposition wurde im Parallaxe-kompensierten hellen Sucher durchgeführt.
Doch selbst die vielen neuen, teils innovativen Modelle konnten den Abstieg des Unternehmens im von einem harten Preiskampf bestimmten japanischen Heimatmarkt Ende der 1950er Jahre nicht mehr aufhalten, und so ging Aires bereits nach einem Jahrzehnt der Herstellung von Kameras im Juli 1960 in Konkurs.
Nach der Reorganisation wurden Produktion und Verkauf von Aires-Kameras noch etwa ein Jahr lang von der Firma Osawa (株式会社 大沢商会, K. K. Ōsawa Shōkai, auch J. Osawa Group Co.,Ltd.) fortgeführt.

### Export
Die Kameras von Aires wurden auch im Ausland mit einigem Erfolg verkauft. 1954 begann Kalimar mit dem Import des Kameramodells in die USA. Laut Angaben von Kalimar war es die erste 35-mm-Kleinbildkamera auf dem US-amerikanischen Markt mit einem Endkundenpreis von unter $100, was einem Kaufpreis von knapp unter $1.000 im Jahr 2021 entspricht.
1957 wurde die Aires 35 für $99,50 verkauft. Die Aires 35 IIIL, produziert von 1957 bis 1959, wurde für $99,95 verkauft.
1958 verkaufte Kalimar die Aires 35 IIIC für $110 und die Aires 35 V mit 45-mm-f:1.5j-Objektiv für $159,50.
1959 wurde die Aires Viscount für $69,95 und die Aires 35 V mit 45-mm-f:1.9-Objektiv für $129,95 verkauft.

## Produkte

### Fotokameras der Yallu Optik AG
- Yallu Flex bzw. Reflex-35 (Prototyp)

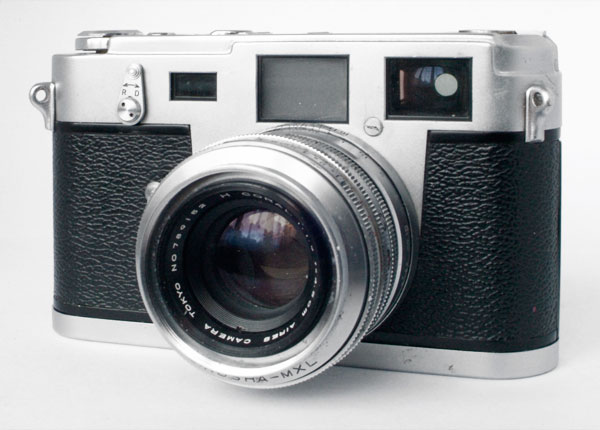
Aires 35 IIIC

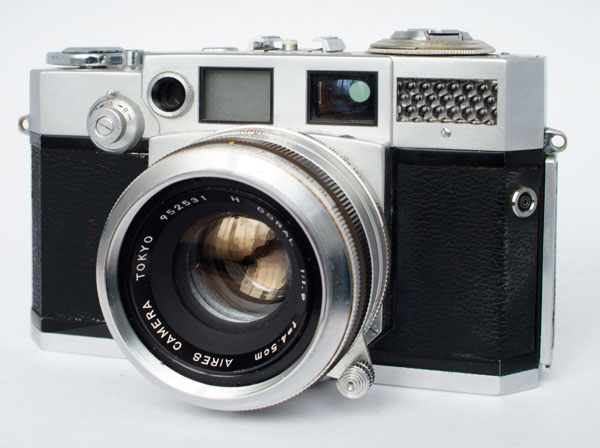
Aires 35 V

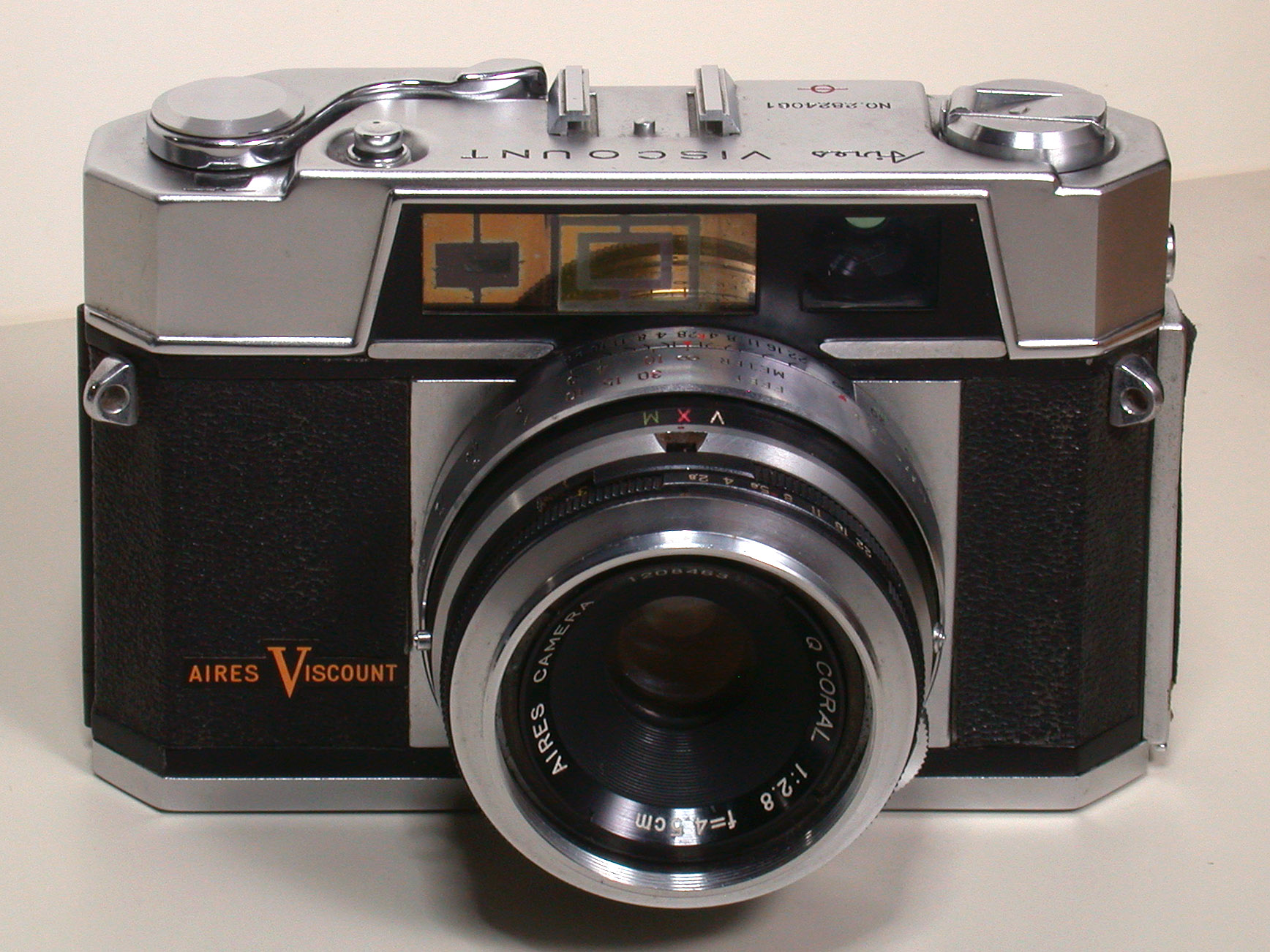
Aires Viscount

### Fotokameras der Aires Kamerawerke AG
- Zweiäugige 6x6-Mittelformat-Spiegelreflexkameras
  - Aires Automat
  - Airesflex
  - Airesflex IV, IVSA
  - Airesflex U, UA, UC, US, UT
  - Airesflex Y, YI, YII, YIII
  - Airesflex Z, Aires Reflex Z
  - Sears Tower Reflex (gleiches Modell wie die Airesflex YII)
  - Sears Tower Reflex 6x6 (Automatic) (gleiches Modell wie die Aires Automat)

- Einäugige 6x6 Mittelformat-Faltkamera
  - Aires Viceroy

- 35-mm-Kleinbild-Sucherkameras
  - Aires 35 I, II, IIA, III, IIIA, IIIB, IIIC, IIIL, IIIS, IIISA
  - Aires 35 V
  - Aires M28
  - Aires Radar-Eye
  - Aires Viscount
  - Aires Viscount M2.8

- 35-mm-Kleinbild-Spiegelreflexkameras
  - Aires Penta 35
  - Aires Penta 35 LM
  - Aires Ever
  - Aires Reflex 35

## Objektive
Für die ersten Kameras kamen Objektive verschiedener Hersteller und Marken zum Einsatz: Excelsior, Zuiko von Olympus Optische Werke (derzeit Olympus) und Nikkor von Nippon Optische Werke (derzeit Nikon). Nachdem jedoch die Objektivproduktion von Showa Kōki übernommen worden war, ging man bei Aires dazu über, die Objektive der Marke Coral des Unternehmens zu verwenden. Der zusätzliche Buchstabe aufgedruckt auf das Objektiv verweist auf die Anzahl der Linsen, wobei Q für vier, P für fünf, H für sechs und S für sieben Linsen steht. Bei fehlendem Buchstaben sind es drei Linsen.

### Objektive der Aires 35 Sucherkamera
- festverbaute Objektive
  - Aires Coral 4.5cm mit 1:3.2, 1:3.5
  - Aires Q Coral 4.5cm mit 1:1.9, 1:2.8, 1:3.2
  - Aires Q Coral 5cm 1:2.8
  - Aires H Coral 4.5cm 1:1.8, 1:1.9, 1:2
  - Aires P Coral 4.5cm 1:2.4

- Wechselobjektive für die Aires 35V
  - Aires W Coral 3.5cm 1:3.2
  - Aires S Coral 4.5cm 1:1.5
  - Aires H Coral 4.5cm 1:1.8
  - Aires Tele Coral 10cm 1:3.5

## Aires in der Literatur
In dem Buch A Cold War Tourist and His Camera von Martha und John Langford sind die im Buch abgebildeten Fotos, die vom Protagonisten Warren Langford, dem Vater der beiden Autoren, gemacht wurden, mit einer Aires Viscount M2.8 entstanden.